# Satet
Satet (nebo Satit, Satis, sṯt znamená „Střílející“ nebo „Stříkající) je staroegyptská ochranná bohyně hranic Horního Egypta a odonud přicházejících záplav (jak naznačuje význam jejího jména) a plodnosti.
Byla zobrazována v lidské podobě s korunou Horního Egypta, zdobenou antilopími rohy. Bohyně Satet se svým manželem Chnumem a dcerou Anuket tvořili tzv. triádu z Elefantiny.